# Diravi
Diravi – układ wspomagania o zmiennej sile w zależności od prędkości.
Wspomaganie kierownicy z siłą zależną od prędkości zwiększa bezpieczeństwo i komfort jazdy przy większych prędkościach. Przekładnia kierownicza jest typu zębatkowego, wspomagana hydraulicznie i spełnia 3 różne funkcje:
1. wspomaganie
2. usztywnienie w zależności od prędkości samochodu
3. automatyczny powrót do położenia pierwotnego.

Część hydrauliczną tej przekładni tworzą trzy podstawowe elementy:
1. sterowanie hydrauliczne zębatki
2. zespół: blok sterujący, dystrybutor, regulator o zmiennym wydatku.
3. regulator odśrodkowy

Technologia została użyta po raz pierwszy w samochodzie Citroën SM